# Babette van der Wolf
Babette van der Wolf (Rotterdam, 29 april 2004) is een Nederlands wielrenster die sinds 2025 voor het Amerikaanse EF Education-Oatly rijdt. In 2023 en 2024 reed ze voor de Britse wielerploeg Lifeplus Wahoo.

## Carrière
In 2022 was Van der Wolf actief op de baan. Ze werd Nederlands kampioene in de ploegenachtervolging, samen met Lorena Wiebes, Marit Raaijmakers, Nina Kessler en Mylène de Zoete. Dat jaar won ze bij de junioren goud op het Europees kampioenschap en brons op het wereldkampioenschap in de koppelkoers, samen met Nienke Veenhoven. Op 19 mei 2024 sprintte ze naar de derde plek in de Antwerp Port Epic, achter Lara Gillespie en Zoe Bäckstedt.

## Palmares
2024
3e in Antwerp Port Epic

### Uitslagen in voornaamste wedstrijden
| Jaar | Ronde van Italië | Ronde van Frankrijk | Ronde van Spanje |
| ---- | ---------------- | ------------------- | ---------------- |
| 2023 |                  | opgave              |                  |
| 2024 |                  |                     |                  |
| 2025 | 88e              |                     | opgave           |

| Jaar | Milaan-San Remo | Gent-Wevelgem | Ronde van Vlaanderen | Parijs-Roubaix | Amstel Gold Race | Luik-Bast.‑Luik | Classic Brugge-De Panne | Scheldeprijs | Antwerp Port Epic |
| ---- | --------------- | ------------- | -------------------- | -------------- | ---------------- | --------------- | ----------------------- | ------------ | ----------------- |
| 2023 |                 |               | opgave               |                | opgave           |                 | 24e                     | 30e          |                   |
| 2024 |                 | 44e           | opgave               | 77e            | 88e              | opgave          |                         | 21e          | Brons             |
| 2025 |                 |               |                      | buit.tijd      |                  |                 |                         | 73e          |                   |

## Ploegen
- 2023 –  Lifeplus Wahoo
- 2024 –  Lifeplus Wahoo
- 2025 –  EF Education-Oatly

Grinczer (vanaf 1/7) · Harris · King · Laurance · Leech · Novolodskaya (tot 1/7) · Richardson · Rysz · Söderqvist · Tacey · Vigié · Van der Wolf · Wyllie
Burlová (tot 20/9) · Franz · González · Harris · Jamieson · King · Leech · Richardson · Rysz · Söderqvist · Van der Wolf
Armitage (tot 1/4) · Berton · Borghesi · Cadzow · Christie · Emond · Ewers · Faulkner   · Henttala · Jackson · Kerbaol · Kessler · Kingma (vanaf 27/6) · Knaven · Roy · Rüegg · Vallieres · Volstad · van der Wolf